# Glagoli kretanja u ruskom jeziku
Glagoli kretanja (rus. глагóлы движéния) - glagoli koji označavaju kretanje, premještanje u prostoru, te koji imaju dvojne oblike nesvršenog vida

## Opis
Glagoli kretanja u ruskom jeziku se dijele na glagole određenog kretanja (rus. глагóлы определённого движéния) i glagole neodređenog kretanja (rus. глагóлы неопределённого движéния). Glagoli određenog kretanja označuju proces koji se događa u jednom određenom smjeru (od točke A do točke B), a glagoli neodređenog kretanja označuju proces koji se ponavlja, bilo u pravilnim, bilo u nepravilnim razmacima, u različitim smjerovima. Oni se također koriste i kada netko ovlada nekom vještinom, kad netko nešto može (što je naučio ili mu je prirođeno). Npr.: Птицы летают. Саша быстро бегает/плавает.
Glagoli kretanja s prefiksom postaju par po vidu. Npr.: прийти/приходить, прилететь/прилетать, принести/приносить, itd.

## Glagoli kretanja nesvršenog vida bez prefiksa

### Neprelazni glagoli kretanja
Neprelazni glagoli kretanja odgovaraju na pitanja kuda? otkuda? (rus. куда? откуда?).
| Određeno kretanje | Neodređeno kretanje |
| ----------------- | ------------------- |
| идти              | ходить              |
| ехать             | ездить              |
| бежать            | бегать              |
| лететь            | летать              |
| плыть             | плавать             |
| лезть             | лазить              |
| ползти            | ползать             |
| брести            | бродить             |

### Prelazni glagoli kretanja
Prelazni glagoli kretanja odgovaraju na pitanja kuda? otkuda? što? tko? (rus. куда? откуда? что? кто?).
| Određeno kretanje | Neodređeno kretanje |
| ----------------- | ------------------- |
| нести             | носить              |
| вести             | водить              |
| везти             | возить              |
| гнать             | гонять              |
| катить            | катать              |
| тащить            | таскать             |

## Glagoli kretanja s prefiksima
Dodavanjem prefiksa glagolu određenog kretanja dobiva se glagol svršenog vida, npr. идти (ići jednom) - уйти (otići), прийти (doći), a dodavanjem prefiksa glagolu neodređenog kretanja nastaje glagol nesvršenog vida, npr. ходить (ići više puta) - уходить (odlaziti), приходить (dolaziti). Također, upotrebom prefiksa glagol može promijeniti značenje (идти - ići, найти - naći).
Iznimka su glagoli svršenog vida nastali dodavanjem prefiksa с- glagolu neodređenog kretanja. Npr. сходить (otići i vratiti se pješice, npr. Мальчик сходил в лавку за хлебом.), съездить (otići i vratiti se prijevoznim sredstvom, npr. Мы в прошлом году съездили на море.).
Glagoli nesvršenog vida nastali od glagola ездить tvore se pomoću prefiksa od drugačije glagolske osnove, -езжать, te se mijenjaju po prvoj konjugaciji (ездить - приезжать: приезжаю, приезжаешь, приезжают). Glagolu ездить mogu se dodavati samo neki prefiksi, a dodavanjem prefiksa taj glagol postaje glagol svršenog vida (съездить на Кавказ, много поездить, изъездить весь свет).
Za tvorbu para po vidu za glagole nastale od glagola плавать, - выплыть, уплыть, приплыть -, koristi se sufiks -ва: выплывать, уплывать, приплывать.

### Prefiks у-
Glagoli s ovim prefiksom označavaju udaljavanje s nekog mjesta, npr. Девочка уходит из комнаты.
Glagoli svršenog vida s prefiksom у- (kao i prefiksima вы- i от-) mogu ukazivati na odsutnost subjekta u nekom mjestu u trenutku radnje, npr.: Борис уехал из Москвы. (Borisa nema u Moskvi), a glagoli nesvršenog vida na to da subjekta nije bilo u nekom mjestu, ali se u trenutku radnje vratio. Npr. Борис уезжал из Москвы. (Boris nije bio u Moskvi, ali se sada nalazi u Moskvi).

### Prefiks от-
Glagoli s prefiksom от- (ото-) također označavaju udaljavanje, ali se u njima naglašava polazna ili završna točka kretanja.
Značenja: otići od nekoga ili nečeg na neveliku udaljenost, npr. Он отошёл от края платформы, так как с большой скоростью приближался поезд., a s prelaznim glagolima - otpraviti nekud nekoga ili nešto i ostaviti tamo, npr. Он отвёз телевизор в ремонт.

### Prefiks по-
Glagoli s ovim prefiksom označavaju početak kretanja. Npr. Ученики поехали на экскурсию.
Glagoli određenog kretanja dodavanjem prefiksa по- postaju glagoli svršenog vida koji označavaju početak kretanja. U futuru se to značenje najčešće realizira kao namjera subjekta da ode nekud: Завтра мы пойдём в театр. U prošlom vremenu značenje početka se pojavljuje u sljedećim slučajevima: pri promjeni djelovanja ili stanja u kretanje (Я увидел друга и пошёл ему навстречу.), pri promjeni karaktera kretanja (Сначала мы шли медленно, а потом пошли быстрее, чтобы не опоздать на занятия.) i pri promjeni smjera kretanja (Теплоход принял сигнал SOS и поплыл на помощь терпящим бедствие.).
U prošlom vremenu ti glagoli također mogu ukazivati na to gdje se nalazi subjekt kretanja u trenutku radnje, npr. Он пошёл к врачу. (on se nalazi kod liječnika).
Glagoli neodređenog kretanja dodavanjem prefiksa по- postaju glagoli svršenog vida i zadržavaju svoje značenje (kretanje u dva ili više smjerova), a prefiksom по- dobivaju i dodatno značenje - ukazuju na ograničenost trajanja kretanja. Npr. Малыш немного походил по манежу, устал и заснул.

### Prefiks вы-
Značenja glagola: kretanje iz unutrašnjosti nečega (Он вышел из дома рано утром.), napustivši granicu nečeg, presijecanje granice između dvaju prostranstava (Машина выехала за город.), i označavanje točke dolaska (Самолёт вылетел из Москвы в 12 часов).

### Prefiks в-
Glagoli s prefiksom в- (во-) označavaju kretanje u unutrašnjost nečega s nevelike udaljenosti, presijecanje granice između dvaju prostranstava. Npr.: Автобус остановился, и пассажиры вошли. Машина въехала в город.

### Prefiks за-
Značenja: skrenuvši s osnovnog puta, doći, pojaviti se negdje na kratko vrijeme (svratiti), npr. По дороге домой я зашёл в библиотеку за учебником., te naći se negdje daleko, izvan granica, npr. Мяч залетел на крышу дома.

### Prefiks про-
Glagoli s prefiksom про- označavaju kretanje kroz neki prostor ili pored nekog objekta, te prelazak određene udaljenosti u prostoru.
Značenja: proći, ostaviti iza sebe, (Он увлёкся чтением и проехал свою остановку.), ući i napredovati naprijed u nekom prostoru, ili napredovati naprijed u nekom prostoru i zatim ući (Туристы осмотрели один зал музея и прошли в другой. Началась посадка на поезд, и пассажиры из зала ожидания прошли на перрон.), linearno se kretati (Мы прошли всю улицу и, наконец, увидели гостиницу.), napredovati naprijed u nekom prostoru prema nekom cilju (Мы прошли к метро через парк.), i prevaliti neku udaljenost (Путешественники прошли 15 километров без отдыха.).

### Prefiks пере-
Značenja: linearno kretanje preko nečega, s jedne strane na drugu, s jednog mjesta na drugo, npr. Он перешёл улицу. Дети переплыли реку., i preseliti se, promijeniti boravište, npr. Студенты переехали в новое общежитие.

### Prefiks вз-
Glagoli s prefiksom вз- (взо-) označavaju kretanje prema gore. Npr. Туристы взошли на гору, когда уже стало темнеть. Солнце взошло.

### Prefiks с-
Glagoli s prefiksom с- (со-) označavaju kretanje prema dolje, npr. Лыжник съехал с горы. Povratni glagoli imaju značenje "susresti se, naći se na jednom mjestu", npr. Они сошлись, и дуэль началась.

### Prefiks из-
Glagoli s prefiksom из- (ис-), koji se tvore od glagola neodređenog kretanja, postaju glagoli svršenog vida i dobivaju značenje iscrpljenosti, raširenosti djelovanja po cijeloj površini i dovođenja do kraja: исходить всё поле, избéгать весь сад, изъéздить всю страну.
No, glagol nesvršenog vida избегáть, u kojem naglasak ne pada na korijen, već na sufiks -а ima sasvim drugo značenje: "izbjegavati, sklanjati se od nečeg neugodnog", npr. Этот человек избегáл людей, a njegov par po vidu je избежáть: Как ни старался, я не мог избежáть встречи с этим человеком.

### Prefiks о-
Glagoli s prefiksom о- (об-, обо-) imaju značenje: kretati se oko nečega, npr. Туристы обошли озеро. Туристы обошли вокруг озера., i obići mnogo toga, npr. Он объехал полмира.

### Prefiks под-
Glagoli s prefiksom под- (подо-) upotrebljavaju se s prijedlogom к i označavaju približavanje nekom objektu ili dolazak do nekog objekta. Npr. Он подошёл к доске объявлений, чтобы посмотреть расписание занятий.

### Prefiks до-
Glagoli s ovim prefiksom označavaju kretanje do neke granice u prostoru. Npr. Туристы дошли до леса и остановились на привал.

### Prefiks при-
Glagoli s prefiksom при- označavaju kretanje kojim se dolazi do cilja. Npr. Я приехал в Москву месяц назад.

### Prefiks раз-
Prefiks раз- (разо-) s povratnim glagolima ima značenje "razići se na razne strane". Npr. Занятия закончились и студенты разошлись.

## Upotreba glagola kretanja u prošlom vremenu
Glagoli neodređenog kretanja u prošlom vremenu mogu označavati radnju koja se dogodila jednom u dvama smjerovima (tamo i natrag):
- Я вчера ходила в кино. Jučer sam bila u kinu, tj. bila i vratila se.
- В прошлом году она ездила в Киев. Prošle je godine putovala u Kijev, tj. otputovala je i vratila se.
- Ко мне приходил товарищ. Došao mi je prijatelj, tj. došao je i otišao.
- В комнату кто-то ходил. Netko je bio u sobi i izašao.

Kad se umjesto glagola neodređenog kretanja bez prefiksa, npr. ходил, ездил, upotrijebe glagoli određenog kretanja, npr. шёл, ехал, glagoli označavaju kretanje u jednom smjeru bez postizanja cilja; u takvim rečenicama postoji nešto nedorečeno te se one moraju dopuniti. Npr.  Вчера я шла в кино и встретила подругу., Летом я ехала в Крым, и в том же вагоне ехал мой товарищ.
Kad se umjesto glagola neodređenog kretanja s prefiksima, npr. приходил, входил, upotrijebe glagoli određenog kretanja, npr. пришёл, вошёл, glagoli označavaju kretanje u jednom smjeru i postizanje cilja. Npr. Ко мне пришёл товарищ. (Došao mi je prijatelj, tj. došao je i ostao.), В комнату кто-то вошёл. (netko je u sobi).

## Upotreba glagola kretanja u prenesenom značenju
Glagoli kretanja se zajedno s imenicama mogu upotrebljavati u prenesenom značenju. U takvim slučajevima kod njihove uporabe vrijedi nekoliko pravila. Ako je glagol bez prefiksa, može se upotrijebiti samo jedan glagol - ili glagol određenog kretanja ili glagol neodređenog kretanja. Npr. нести ответственность, носить фамилию. Kad se radi o glagolu s prefiksom, za svaku rekciju se upotrebljava glagol s određenim prefiksom. Npr. приносить пользу, выносить выговор. Moguća je i upotreba glagola i određenog i neodređenog kretanja: приносить/принести пользу, выносить/вынести выговор.